# Naomi Novik
Naomi Novik (30 de abril de 1973) es una escritora estadounidense de fantasía histórica. Es conocida en España por su saga Temerario, pero sobre todo tras la publicación de Un cuento oscuro. Su primer libro, El dragón de su majestad, ganó en 2007 el premio Compton Crook por primera mejor novela en ciencia ficción. Ese mismo año estuvo nominada para el premio Hugo a la mejor novela. En 2016 ganó el premio Nébula a la mejor novela por Un cuento oscuro (Uprooted).

## Primeros años
Novik creció en Roslyn Heights en Long Island. Su padre es de ascendencia judía lituana. Desde pequeña fue una apasionada de El Señor de los Anillos y de las novelas de Jane Austen que influirían mucho en su saga de Temerario.
Estudió Literatura inglesa en Brown University y consiguió un master de Informática en Universidad de Columbia. Participó en el diseño y desarrollo del juego de ordenador ambientado en el universo de Dragones y Mazmorras Neverwinter Nights: Shadows of Undrentide. hasta que descubrió que prefería la escritura al diseño.

## Carrera
Su primera novela, El dragón de Su Majestad (Temeraire en el Reino Unido), es una ucronía ambientada en las Guerras napoleónicas en un mundo alternativo donde hay varias razas de dragones que son usadas por los ejércitos en el combate aéreo. La novela ganó el premio Compton Crook en 2007, y estuvo nominada para el Hugo.
En septiembre de 2006 el director de cine Peter Jackson compró los derechos de la serie. La serie también está siendo publicada en formato audio con la voz de Simon Vance.
En septiembre de 2007, Novik ganó el premio John W. Campbell al escritor novel.
En 2010 Novik dijo que planea escribir una novela de fantasía inspirada en El jardín secreto.
En 2011 Novik escribió Supervillains Be on the Final?, una novela gráfica sobre super héroes.
También ha escrito Un cuento oscuro, una novela de fantasía pero inspirada en el Reino de Polonia y en la mitología eslava que ganó el premio Nébula a la mejor novela y el premio Locus a la mejor novela de fantasía.
En 2018 publica Un mundo helado, novela de fantasía sin conexión con la anterior a pesar de lo similar de ambos títulos en su traducción al castellano.
Entre 2020 y 2022 publica la trilogía de fantasía juvenil Escolomancia, ambientada en una escuela de magia donde los jóvenes alumnos tendrán no sólo que aprender a controlar sus poderes, sino, especialmente, a sobrevivir a los constantes ataques de criaturas mortales (los maleficaria), ávidos de devorar sus cuerpos rebosantes de magia, y que acaban cada año con la vida de cientos de alumnos. Conoceremos la historia a través de El (Galadriel), una alumna poco popular que lucha constantemente contra el potencial que guarda en su interior: un poder descomunal para la destrucción devastadora y la dominación de mentes y voluntades.

### Saga Temerario
Novik ha publicado nueve libros en la saga, ahora está completando el volumen final.
1. El dragón de su majestad (Temeraire (His Majesty's Dragon), 2006). Alfaguara, 2006. ISBN 978-84-204-7084-9
2. El Trono de Jade (Throne of Jade, 2006). Alfaguara, 2007. ISBN 978-84-204-7157-0
3. La Guerra de la Pólvora (Black Powder War, 2006). Alfaguara, 2008. ISBN 978-84-204-7300-0
4. El Imperio de Marfil (Empire of Ivory, 2007). Alfaguara, 2011. ISBN 978-84-204-0758-6
5. Victory of Eagles (julio de 2008, ISBN 0-345-49688-4)
6. Tongues of Serpents (julio de 2010, ISBN 0-345-49689-2)
7. Crucible of Gold (marzo de 2012, ISBN 0-345-52286-9)
8. Blood of Tyrants (agosto de 2013, ISBN 0-345-52290-7)
9. League of Dragons (14 de junio de 2016, ISBN 978-0-345-52292-4)

Trilogía Escolomancia
1. Una Educación Mortal (A Deadly Education, 2020). Umbriel, febrero de 2021 ISBN 978-84-16517-41-1
2. El último graduado (The Last Graduate, 2021). Umbriel, febrero de 2022 ISBN 978-84-16517-67-1
3. Los enclaves dorados (The Golden Enclaves, 2022). Umbriel, marzo de 2023 ISBN 978-84-19030-16-0

### Otros
- Un cuento oscuro (Uprooted, 2015). Planeta, 2016 ISBN 978-84-08-15148-7
- Un mundo helado (Spining Silver, 2018). Planeta, 2019 ISBN 978-84-08-21378-9

## Críticas en inglés
- Alma A. Hromic. «Temeraire/His Majesty's Dragon». Featured review, SF Site.
- T. M. Wagner. «His Majesty's Dragon». SF Reviews.net.
- T. M. Wagner. «Throne of Jade». SF Reviews.net.
- T. M. Wagner. «Black Powder War». SF Reviews.net.
- T. M. Wagner. «Empire of Ivory». SF Reviews.net.